# Botoșana
Botoșana è un comune della Romania di 2 456 abitanti, ubicato nel distretto di Suceava, nella regione storica della Bucovina.